# West Barns
West Barns är en by i East Lothian i Skottland. Byn är belägen 38,9 km 
från Edinburgh. Orten har 830 invånare (2016).